# Mohamed Kallon
Mohamed Kallon (Kenema, 6 oktober 1979) is een Sierra Leoons voormalig professioneel voetballer die  als spits actief was. In 1995 debuteerde hij in het Sierra Leoons voetbalelftal. Kallon is tevens eigenaar van de club Kallon FC waar hij vanaf 2011 speelde; in 2002 kocht hij de club Real Republicans en doopte hij dat om in Kallon FC.

## Clubcarrière
Kallon speelde in de jeugd van Old Edwardians en brak ook bij die club door in 1994. Na korte periodes bij het Libanese Tadamon Sour en het Zweedse Spånga IF werd de aanvaller in 1995 aangetrokken door Internazionale. Achtereenvolgens werd hij op huurbasis gestald bij FC Lugano, Bologna FC, Genoa CFC en Cagliari Calcio. In 1999 verkaste hij naar Reggina Calcio en een jaar later naar Vicenza Calcio. Internazionale besloot na twee goede jaren van Kallon de aanvaller terug te halen. Ondanks dat de Sierra Leoonse aanvaller niet vaak eerste keuze was, veroverde hij een basisplaats en scoorde hij uiteindelijk negen doelpunten, waardoor alleen Christian Vieri er meer had gemaakt. Het seizoen erna speelde hij erg weinig door aanhoudend blessureleed. Op 27 september 2003 werd Kallon positief getest op het gebruik van nandrolon en hierop werd hij voor acht maanden geschorst. Na zijn terugkeer had hij moeite om zijn plek terug te veroveren door de opmars van Obafemi Martins en Adriano.
In 2004 tekende Kallon bij AS Monaco. Hier moest hij het vertrek van Fernando Morientes en Dado Pršo opvangen. Ondanks een goede start, mocht hij van coach Didier Deschamps toch vertrekken. Na één seizoen werd hij dan ook verhuurd aan Ittihad FC, waarmee hij de AFC Champions League wist te winnen. Na zijn terugkeer in Monaco kwam hij echter niet meer vaak aan spelen toe en hij tekende later bij AEK Athene. Na een korte periode bij Al Shabab verkaste hij in oktober 2009 naar Kallon FC. In 2010 speelde hij nog een tijdje bij Shaanxi Chanba, maar al na tien maanden keerde hij terug bij Kallon FC. In maart 2016 beëindigde hij zijn spelersloopbaan.

## Interlandcarrière
Kallon werd de jongste international voor het Sierra Leoons voetbalelftal toen hij als vijftienjarige debuteerde tegen Congo in een kwalificatieduel voor het Afrikaans kampioenschap voetbal 1996. Tijdens dit duel maakte hij de winnende treffer. Een jaar later was hij de jongste speler tijdens het toernooi zelf en hij scoorde eenmaal in de met 2–1 gewonnen openingswedstrijd tegen Burkina Faso.

## Erelijst
Ittihad FC
- AFC Champions League

2005